# Cratere Jaci
Jaci è un cratere lunare di 1,8 km situato nella parte sud-orientale della faccia visibile della Luna.